# Plamistość jonatana

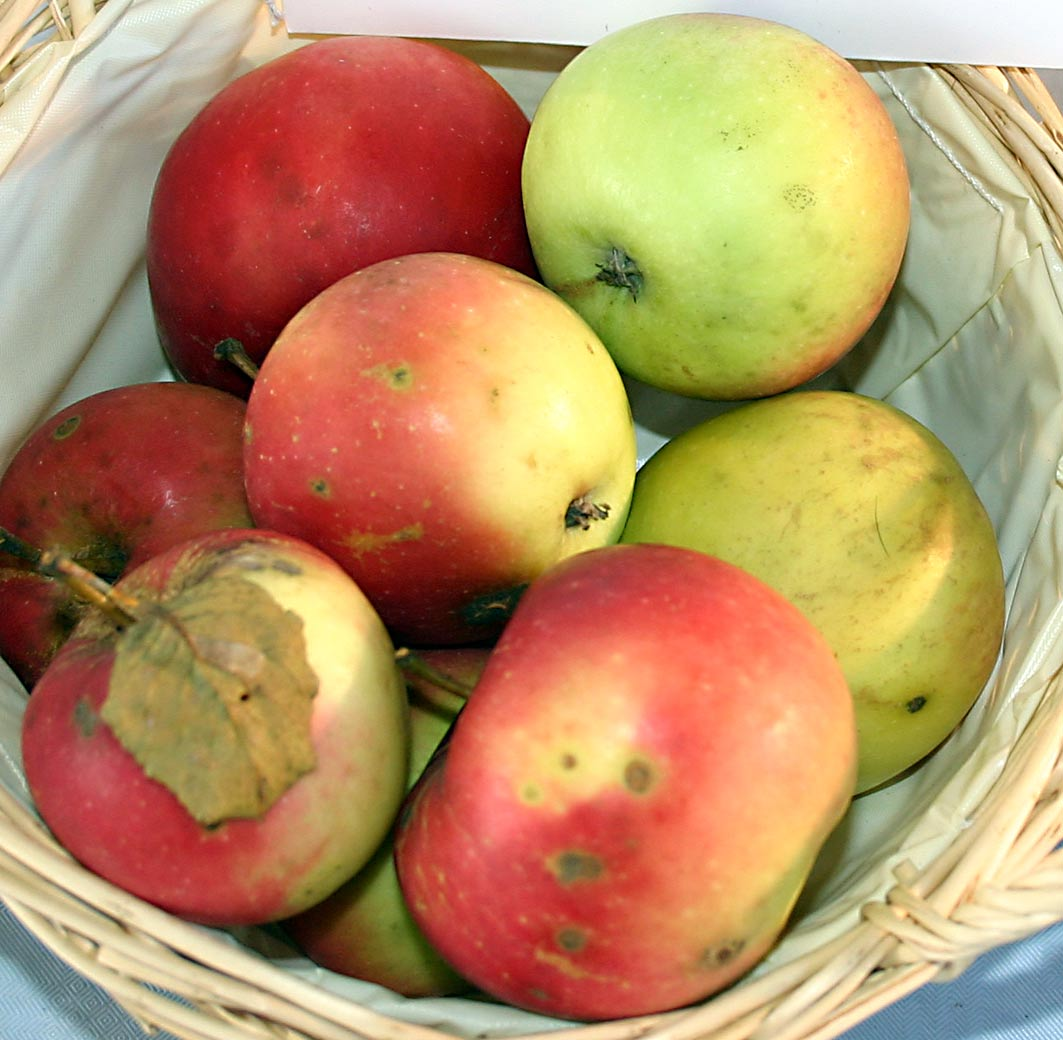

Plamistość jonatana – nieinfekcyjna choroba niektórych odmian jabłek.
Jest to choroba fizjologiczna. Występuje na jabłkach odmiany 'Jonatan', ale także na niektórych innych o czerwonej skórce, np. 'Idared', 'Starking', 'Jonagold'. Objawia się plamami powstającymi na jabłkach po około dwóch miesiącach ich przechowywania. Plamy są okrągławe, o średnicy 3–5 mm i ciemne. Nie są dokładnie znane przyczyny choroby, ale stwierdzono, że w miejscu plam stężenie soku komórkowego jest wyższe.
Zapobiega się chorobie Jonatana poprzez szybkie schłodzenie owoców po zbiorze i przechowywanie ich w przechowalni przy wilgotności względnej 92%. W chłodniach z kontrolowanym składem gazów utrzymuje się podwyższoną zawartość dwutlenku węgla (3–5%).